# Pristiophoriformes
Los pristioforiformes (Pristiophoriformes) son un orden de elasmobranquios selacimorfos conocidos vulgarmente como  tiburones sierra. Solo contiene una familia, Pristiophoridae, y dos géneros, Pristiophorus y Pliotrema, con un total de diez especies.

## Descripción
Estos tiburones presentan con un rostro alargado formado por alargamiento de los cartílagos rostrales, provisto de dientes laterales y ventrales de diverso tamaño que le dan aspecto de serrucho, el cual utilizan para remover el fondo fangoso o arenoso buscando su presa. Se asume que esta estructura funciona para revelar presas escondidas en el sedimento y para herir o empalar presas, usando los dientes rostrales, con movimientos laterales del rostro.
Tienen un par de largos bigotes o barbillas que posiblemente tengan función táctil. Tienen cuerpo alargado y algo deprimido, dos aletas dorsales de mediano desarrollo y carecen de aleta anal. Los pristioforiformes son junto con los hexanquiformes los únicos tiburones que cuentan con 6 pares de hendiduras branquiales (sólo en el género Pliotrema), en vez de los 5 pares habituales en otros tiburones.
Se alimentan de pequeños peces, así como gambas, calamares y crustáceos que se encuentran en suelo marino.
La modalidad reproductiva de estos tiburones es el viviparismo lecitotrófico, frecuentemente conocido como ovoviviparismo.
Aunque tienen un aspecto similar, los tiburones sierra difieren de los peces sierra, que son un tipo de raya. Entre otros rasgos que los diferencian, los peces sierra son más grandes, no tienen barbillas y sus branquias abren en la región ventral del cuerpo. 
La mayor parte de las especies son pescadas comercialmente y su carne se considera de excelente calidad. En Japón se usa para realizar el típico plato kamaboko.

## Géneros y especies
- Género Pliotrema
  - Pliotrema warreni Regan, 1906[4]
  - Pliotrema annae Weigmann, Gon, Leeney & Temple, 2020[5]
  - Pliotrema kajae Weigmann, Gon, Leeney & Temple, 2020[5]

- Género Pristiophorus
  - Pristiophorus cirratus (Latham, 1794)[6] (tiburón sierra trompudo)
  - Pristiophorus japonicus Günther, 1870[7]
  - Pristiophorus nudipinnis Günther, 1870[8] (tiburón sierra ñato)
  - Pristiophorus schroederi Springer & Bullis, 1960[9] (tiburón sierra americano)
  - Pristiophorus delicatus Yearsley, Last & White, 2008[1]
  - Pristiophorus nancyae Ebert & Cailliet, 2011[1]
  - Pristiophorus lanae Ebert & Wilms, 2013[1]